# Chaldea
Chaldea, Chaldaea nebo Kaldea (z řeckého Χαλδαία, Chaldaia; akkadsky māt Kaśdim, Hebrejsky כשדים, Kaśdim; Arabsky كلدان‎, Kāldān), „Kaldea“ podle Starého zákona) bylo helénské jméno pro jižní část Babylonie, která se osamostatnila pod vládou Chaldejců. Ti podnikali vojenské výpravy proti dynastiím vládnoucím v jižní Mezopotámii, hlavně proti Akkaďanům a Babyloňanům. Oblast se stala babylonskou provincií na počátku vlády Chammurapiho, ale udržovala si zvláštní postavení vzhledem k ostatním městům ovládaných Babylonií. Jedním z prvních záznamů, kde jsou jmenováni, je popis dobytí Jeruzaléma Nebukadnesarem II. v biblické knize Habakukově (Habakuk 1:6). Kmen osadníků, kteří přichází do okolí města, se nazýval Chaldejci. Je však nejasné, odkud původně pocházeli.
11. dynastie králů Babylonu (6. století př. n. l.) je obecně známa jako dynastie Chaldejská. Jejich původní království v jižní části Babylonie se nacházelo na pravém břehu řeky Eufrat. I když je výraz Chaldea často používán jako název pro celou Mezopotámii, původní chaldejské území zabíralo široké pláně na jihu, formované usazeninami z Eufratu a Tigridu, v pásu asi 500 km podél toku obou řek a asi 100 km širokém.
Starověcí Řekové chápali Chaldeu od dob helénismu jako kolébku magie, stejně jako již dříve Persii. Slovo „Chaldejec“ tak mohlo být použit ve smyslu „mág“. Na toto území odkazuje také název souboru duchovních textů z 2. století –⁠⁠⁠⁠⁠ Chaldejská orákula.

## Období před Novobabylonskou říší
Chaldeou byla ve starověku míněna bažinatá země v nejjižnějším cípu Mezopotámie, přiléhající k Perskému zálivu – současný jižní Irák a Kuvajt. V Bibli je uvedeno jako místo původu patriarchy Abraháma město Ur, doslova „Ur Chaldejský“. Pakliže se jedná o sumerský Ur, ležel by v původní chaldejské oblasti na jih od řeky Eufrat, i když Chaldejci byli jako obchodníci usídleni po celé Mezopotámii. Předchůdcem Chaldei byla Přímořská země, která si vždy udržovala určitý stupeň autonomity v rámci Babylonie. Později (za Novoasyrské říše) bylo správcovství této provincie považováno za důležitou hodnost a někteří guvernéři dokonce dosáhli i na samotný babylonský trůn (např. asyrský generál Bel-ibni).
V chaldejštině se tato oblast nazývala mat Kaldi, což znamenalo „země chaldejská“ a zároveň byl synonymně používán název mat Bit Jakin. Chaldejští panovníci používali i titul „král Bit Jakinu“.
Když se kolem roku 652 př. n. l. Asýrie zmítala ve válkách o královskou korunu, byla její moc v chaldejské oblasti výrazně oslabena. Toho využívají chaldejské kmeny a ve spojení s Médy a Skyty na Asýrii zaútočili. Roku 612 př. n. l. se jim podařilo novoasyrskou říši rozvrátit a dobyli její hlavní město, Ninive. Pak na troskách bývalého impéria dokázali vybudovat nový silný stát – Novobabylonskou říši.

## Novobabylonská říše
Hlavní článek: Novobabylonská říše
Důležitými chaldejskými městy byly na konci 8. století př. n. l. Bit-Jakin, Bit-Dakkuri, Bit-Adini, Bit-Amukkani a Bit-Šilani. Král Ukinzir (řecky Chinzeros) dobyl Babylonii a vládl jí mezi roky 731–729 př. n. l. Byl však poražen Tiglatpilesarem III. a za vlády tohoto asyrského krále do Babylonie proudí značný počet chaldejských osadníků.
Merodach-Baladan, který pocházel z Bit-Jakinu, získal proti Asyřanům podporu Elamu a dokázal opakovaně obsadit babylonský trůn mezi roky 721 a 710 př. n. l. Kdykoli byl Asyřany sesazen, podařilo se mu znovu dostat k moci. Nakonec, když roku 702 př. n. l. bojoval proti Sinacheribovi, byl poražen u Kiše a Babylon padl do Sinacheribových rukou (689 př. n. l.)
Již roku 625 př. n. l. však Chaldejci (konkrétně Nabopolassar) znovu získali kontrolu nad Babylonem a tentokrát na delší období. Po porážce Asýrie a Egypta v bitvě u Karchemiše je upevněna vláda chaldejské dynastie na babylonském trůnu, která vydržela až do roku 539 př. n. l. a nástupu Achaimenovců.
Když byla chaldejská říše pohlcena Perským impériem, výraz Chaldejci ztratil význam jako jméno etnické skupiny a stal popisným jménem třídy. Peršané uznávali Chaldejce jako mistry písma a četby, v mytologii, magii a čarodějnictví. Proto bylo v Řecku výrazu Chaldejci používáno jako synonymum pro např. astrology (Strabón), stejně jako v biblické Knize Danielově (1:4, 2:2).